# Vegard Bjerkreim Nilsen
Vegard Bjerkreim Nilsen (* 2. September 1993 in Kristiansand) ist ein ehemaliger norwegischer Skilangläufer.

## Werdegang
Nilsen nahm von 2013 bis 2018 vorwiegend am Scandinavian-Cup teil. Dabei erreichte er im Februar 2017 in Madona mit dem dritten Platz im Sprint seine einzige Podestplatzierung in dieser Rennserie. Im Januar 2014 beim Freistil-Sprint in Nové Město na Moravě gab er sein Debüt im Weltcup und erreichte dort Platz 19, womit er sich gleich in den Punkterängen platzieren konnte. Dies gelang ihm bei seinem nächsten Start in Drammen im März 2014 mit Rang 16 erneut. Die Saison 2013/14 beendete Nilsen auf Platz 59 im Sprintweltcup und Rang 112 im Gesamtweltcup. Bei seinem ersten Weltcupeinsatz in der Saison 2014/15 im Sprint in Otepää erreichte er mit Rang 12 sein erstes Top-15-Resultat im Weltcup und kam in Östersund mit dem achten Platz im Sprint letztmals im Weltcup in die Punkteränge.